# Fabian Hertner
Fabian Hertner (24 febbraio 1985) è un orientista svizzero, che attualmente vive a Pratteln.

## Biografia
Ha vinto due argenti nella corta distanza (sprint) dei campionati mondiali: a Miskolc nel 2009 e a Trondheim nel 2010. Si è classificato terzo nella media distanza a Losanna nel 2012.
In Bulgaria ai campionati europei del 2010 ha vinto le prove sprint e staffetta (con la squadra svizzera) ed ha vinto il bronzo nella lunga distanza.
Ha anche vinto due medaglie ai mondiali giovanili: nel 2004 un bronzo nella staffetta a Danzica ed un oro a Tenero-Contra nel 2005 nella media distanza.

## Collegamenti esterni

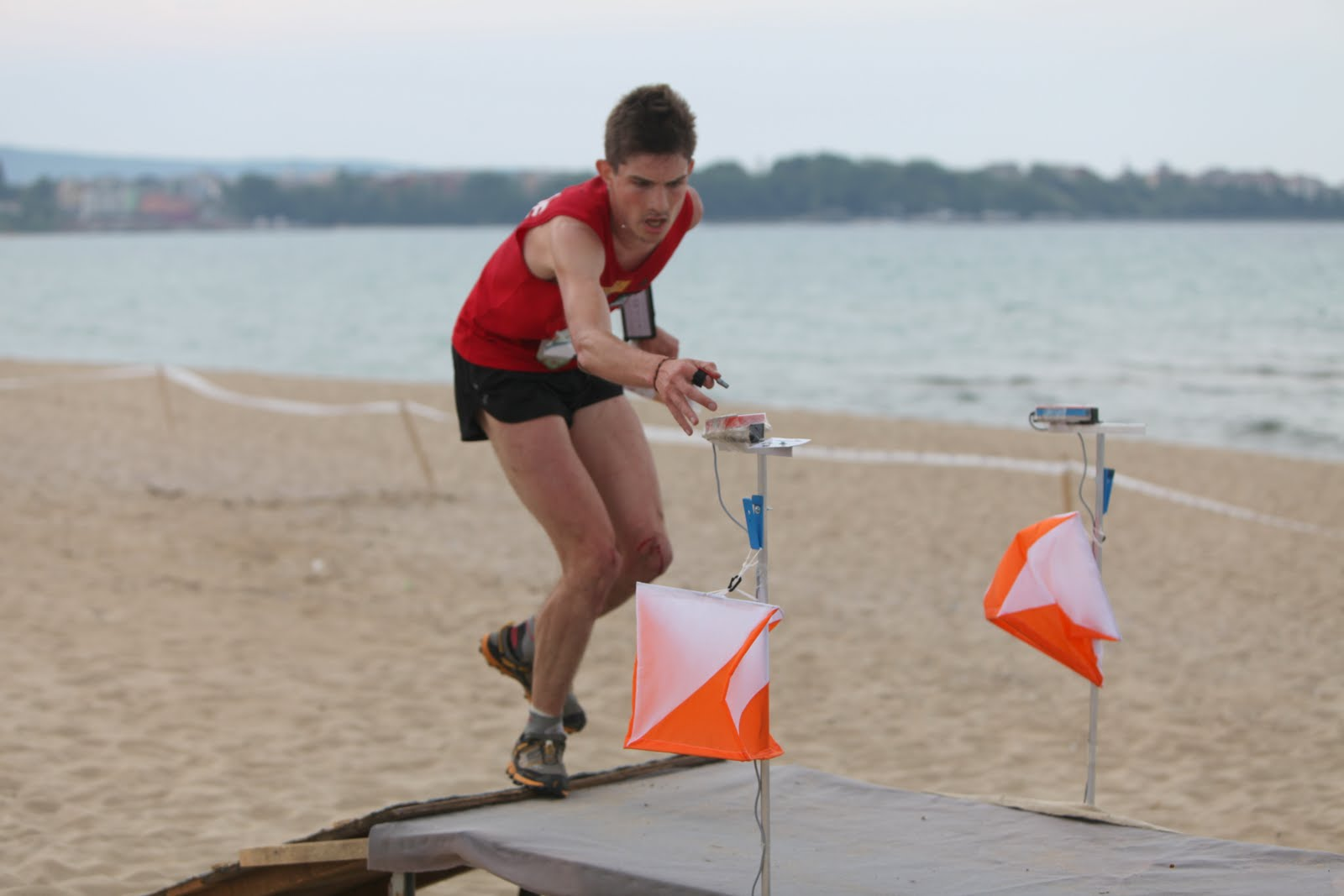
Fabian Hertner ai campionati europei del 2010 a Primorsko, in Bulgaria